# Цовінар (богиня)
Цовінар, Цовян («морська»), у вірменських міфах дух грози, персоніфікація блискавки або зірниці. Згідно з міфами, Цовінар — розгнівана вогненна жінка, під час грози стрибає на вогненному коні в хмарах; вона посилає людям цілющий дощ або шкідливий град.
В епосі «Сасна Црер» («Давид Сасунський») Цовінар — мати близнят Санасара і Багдасара. Згідно зі сказанням, красуня Цовінар, дочка вірменського царя, заради спасіння свого народу від іноземного ярма погодилася стати дружиною іновірця — правителя ворожої країни — багдадського халіфа (варіант: ассирійського царя Сенекеріма). При цьому вона поставила умову, щоб чоловік до неї не торкався. Одного разу під час прогулянки Цовінар випила дві пригорщі води з морського джерела, який забив з-під скелі, і завагітніла (варіант: зачаття відбувається від двох пшеничних зерен, подарованих Цовінар вірменським Католікосом). Народжених Санасара і Багдасара чоловік Цовінар кілька разів хотів убити, але вона відводила небезпеку. Коли сини виросли, вони втекли від чоловіка Цовінар (варіант: вбили його в храмі) і разом з матір'ю повернулися у вірменські землі.